# معهد ماكس بلانك لفيزياء البلازما
معهد ماكس بلانك لفيزياء البلازما هو معهد متخصص في البحث والتحقيق في مجال فيزياء البلازما، يهدف المعهد للعمل علي طاقة الاندماج النووي. والمعهد يبحث أيضًا في علم فيزياء السطح، ولكن تركيزه الأهم في المشاكل المتعلقة بطاقة الاندماج النووي. معهد ماكس بلانك هو جزء من مجمع ماكس بلانك، وجزء من المجتمع الأروبي للطاقة الذرية، وعضو فاعل في جمعية هيلمولتز. والمعهد مقام في مكانين: جارشينج بالقرب من ميونخ (أسس 1960)، والثاني في جرايفسفالد (أسس 1994) في ألمانيا.
يدير المعهد العديد من المشاريع الكبيرة، وهي: 
- تطوير تجربة توكاماك (في الخدمة منذ 1991)
- تجربة ويندلاشتاين 7 أيه إس (في الخدمة منذ 2002)
- تجربة ويندلاشتاين 7 إكس (في انتظار الرخصة)
- مسارع جسيمات

وهو أيضًا شريك في مشروعي المفاعل النووي الحراري التجريبي الدولي وجيت.

## برنامج التخرج
معهد ماكس بلانك الدولي للبحوث المحدود في مجال البلازما يمنح درجة الأستاذية.

## وصلات خارجية
- موقع المعهد على الانترنت باللغة الإنجليزية
- Homepage of the International Max Planck Research School (IMPRS) for Advanced Materials